# Hôtel des Mille Collines

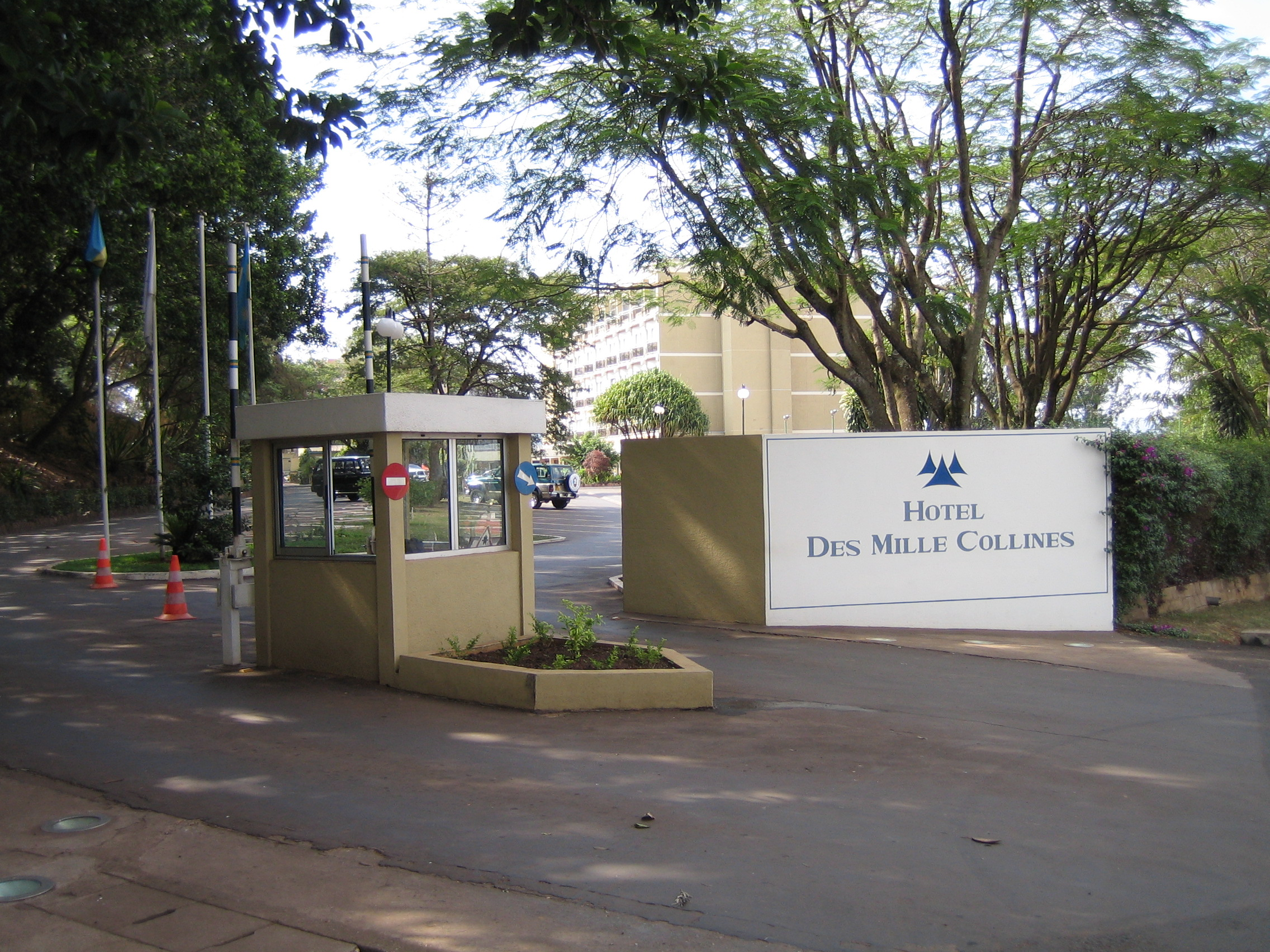
Entrada del hotel

Hôtel des Mille Collines es un hotel ubicado en Kigali, Ruanda. En 1994 se hizo famoso por acoger a mil doscientas sesenta y ocho personas que buscaban protección ante el genocidio de Ruanda. Los sucesos de entonces y la historia del director del complejo, Paul Rusesabagina, sirvieron de base para la producción de la famosa película de 2004 Hotel Rwanda.

## Historia
Durante el conflicto, la compañía belga Sabena era la propietaria del hotel. El entonces gerente Paul Rusesabagina tuvo que sobornar a la milicia hutu Interahamwe con dinero (en Francos franceses) y alcohol para que no matasen a los refugiados, a los que también suministraba comida y agua.
Hoy en día[¿cuándo?] el hotel de cuatro estrellas sigue abierto. Dispone de ciento doce habitaciones, bar y cafetería, tres salas de conferencias, restaurante y piscina.
El 15 de septiembre de 2005 la dirección del hotel fue traspasada a Mikcor Hotels Rwanda.
El nombre del hotel (del millar de colinas en español) es uno de los apelativos con los que se conoce al país.

## Traspaso de dirección
El grupo hotelero MIKCOR compró el des Mille Collines a Sabena por cerca de 1,8 billones de Francos ruandeses (3,2 millones de dólares). La firma por el traspaso se hizo el 10 de agosto de 2005.
Miko Rwayitare, director de la entidad declaró el día 16 del mismo mes que el grupo tenía el 89% de las acciones con el 8,5% y el 2,5% repartido entre el BRD y el Gobierno respectivamente. Rwayitare es además presidente ejecutivo de la compañía de comunicaciones Telecel International.

## Adaptación cinematográfica
El verdadero hotel no apareció en la película, ya que la mayor parte del rodaje tuvo lugar en Sudáfrica. Sin embargo apareció un año después (2005) en el film de HBO Sometimes in April y en 2007 en la película canadiense Shake Hands with the Devil (ambas rodadas en Ruanda)